# فری کلاس سی
فری کلاس سی (به انگلیسی: C-class ferry) یک کلاس از کشتی است که طول آن ۱۳۹٫۲۹ متر (۴۵۷٫۰ فوت) می‌باشد.